# Liste de normes NF
La normalisation en France est réglementée par la loi du 24 mai 1941 et le décret n° 2009-697 du 16 juin 2009 qui définit les missions de l’Association française de normalisation (AFNOR).
- Les normes homologuées doivent être appliquées aux marchés passés par l’État, les établissements et services publics.
- La conformité d'un produit ou d'un équipement à une norme française est un label officiel français, gage de qualité et de sécurité.
- Une marque de conformité est  gravée sur les appareils homologués.

## Normes de dessin (NF E)
- NF E 04-500 : Dessins techniques - Principes généraux.
- NF E 04-501 (NF ISO 10209) Documentation technique de produit - Vocabulaire - Partie 1 : termes relatifs aux dessins techniques : généralités et types de dessins.
- NF EN ISO 5457 (remplace NF E 04-502) Dessins techniques - Principes généraux - Formats et présentation des éléments graphiques des documents.
- NF EN ISO 7200 (remplace NF E 04-503) Dessins techniques - Principes généraux - Cartouche d'inscriptions.
- NF EN ISO 3098-0 (remplace NF E 04-505) Documentation technique de produits - Écriture - Prescriptions générales.
- NF EN ISO 5455 (remplace NF E 04-506) Dessins techniques - Échelles
- NF EN ISO 3098-2 Documentation technique de produits - Écriture - Partie 2 Alphabet latin, Chiffres et signes.
- NF E 04-507 Dessins techniques - Principes généraux - Pliage
- NF EN ISO 10 à 15 Spécifications géométriques des produits.
- NF EN ISO 9431 (P02-003) Dessins de construction - Zones réservées au dessin et au texte, et cartouches d'inscription sur les feuilles de dessin
- NF E 81-100 définit la terminologie, la désignation et les tolérances de fabrication des fonds bombés.
  - NF E 81-102 pour les fonds bombés « GRC » (à grand rayon de carre)[1].
  - NF E 81-104 pour les fonds bombés « MRC » (à moyen rayon de carre).
  - NF E 81-101 pour les fonds bombés « PRC » (à petit rayon de carre).
  - NF E 81-103 pour les fonds bombés elliptiques[2]
- NF E 85-015 - Éléments d'installations industrielles.

## Pictogrammes (NF C, E, X)
- NF X 02-100 : Avant-propos relatif à la normalisation des symboles.
- NF X 05-001 : Principes généraux pour l'établissement des symboles graphiques d'information.
- NF X 05-002 : Symboles graphiques - Modes d'utilisation des flèches.
- NF X 05-901 : Orientations géométriques et sens de mouvement : définition, dénominations, règles d'applications aux organes de commande.
- NF X 60-201 : Maintenance - Pictogrammes ou symboles.
- NF C 03-417 : Symboles utilisables sur le matériel - Répertoire général.
- NF E 60-032 : Symbolisation des indications figurant sur les machines-outils.
- NF X 05-050 : Identification des services et produits accessibles à toutes personnes présentant des difficultés de repérage spatio-temporel et d'apprentissage de la lecture - Pictogramme d'accueil, d'accompagnement et d'accessibilité.

## Normes d'électricité (NF C)
Il existe deux grandes familles de normes qui visent d’une part la construction du matériel électrique et d’autre part la réalisation des installations électriques.
Les principales normes de réalisation sont :
- NF C 61-314 : Prises de courant pour usages domestiques et analogues – Systèmes 6 A / 250 V et 16 A / 250 V
- NF C 61-315 : Prises de courant pour usages domestiques et analogues - Systèmes 20 A/400 V et 32 A/400 V
- NF C 13-100 : Postes de livraison
- NF C 13-200 : Installations électriques à haute tension
- NF C 14-100 : Installations de branchement (basse tension)
- NF C 15-100 : Installations électriques à basse tension
- NF C 17-200 : Installations électriques extérieures
- NF C 18-510 : Risques électriques (Habilitations)

Les principales normes de conception sont :
- NF C 20-010 (Annulée et remplacée par NF EN 60529/A2 Mai 2014) : Classification des degrés de protection procurés par les enveloppes
- NF C 20-030 (Annulée et remplacée par NF EN 61140 Août 2016): règles de sécurité relatives à la protection contre les chocs électriques
- NF C 71-008 (Annulée et remplacée par NF EN 60598-2-8 Novembre 2013): baladeuses

## Normes sur les méthodes de travail et la formation professionnelle (NF X)
- NF X 15-140 : « Mesures de l'humidité de l'air - Enceintes climatiques et thermostatiques - Caractérisation et vérification » (octobre 2002).
- NF X 35 103 : « Principes ergonomiques visuels applicables à l'éclairage des lieux de travail ».
- NF X 35-109 : « Limites acceptables de port manuel de port de charge par une personne ».
- NF X 50-056 : « Services aux personnes à domicile » (20 septembre 2000).
- NF X 50-750 : « Formation professionnelle: Terminologie » (juillet 1996).
- NF X 50-755 : « Formation professionnelle: demande de formation, méthode d'élaboration des projets de formation » (juin 1994).
- NF X 50-756 : « Demande de formation: cahier des charges de la demande » (novembre 1995).
- NF X 50-798 : « Engagements de services des centres de relation client » (juillet 2003).

## Normes des batiments (NF P)
- NF P 01-012 - Dimensions des garde-corps.
- NF P 01-013 - Essais des garde-corps.
- NF P 03 - Marchés de travaux de bâtiment.
- NF P 98 302 - Bordures et caniveaux préfabriqués en béton.
- NF P 99-071 - Protocole de dialogue standard pour les équipements de régulation.
- NF P 90-207 - Salles sportives Acoustique.
- NF P 91-120 - Parcs de stationnement à usage privatif

## Normes pour applications ferroviaires (NF F)
- NF F 00-016 - Filetages à filet rond.

## Normes des formats et modèles de papiers et d'impression (NF Q)
Deux normes techniques servent de base aux certificats de qualifications des emballages cartons :
- NF Q 12-008 - Caractéristiques des cartons ondulés simple cannelure et double cannelure pour emballage.

- NF Q 12-009 - Caractéristiques des cartons ondulés triple cannelure pour emballage.

## Normes acoustique (NF S)
- NF S 31-010 - Caractérisation et mesurage des bruits de l’environnement - Méthodes particulières de mesurage.
- NF S 31-014 - Mesurage en laboratoire du bruit des robinetteries et des équipements hydrauliques utilisés dans les installations d’eau.
- NF S 31-045 - Mesurage du pouvoir d’isolation acoustique des éléments de construction et de l’isolement des immeubles. Mesurage en laboratoire du pouvoir d’isolation acoustique au bruit aérien des éléments de construction de petites dimensions.
- NF S 31-050 - Mesurage du pouvoir d’isolation acoustique des éléments de construction et de l’isolement des immeubles. Spécifications relatives aux postes d’essais.
- NF S 31-051 - Mesurage du pouvoir d’isolation acoustique des éléments de construction et de l’isolement des immeubles. Mesurage en laboratoire du pouvoir d’isolation acoustique au bruit aérien des éléments de construction.
- NF S 31-053 - Mesurage du pouvoir d’isolation acoustique des éléments de construction et de l’isolement des immeubles. Mesurage en laboratoire de la réduction de la transmission du bruit de choc par les revêtements de sol et les dalles flottantes.
- NF S 31-057 - Vérification de la qualité acoustique des bâtiments (code d’essais).
- NF S 31-080 - Bureaux et espaces associés. Niveaux et critères de performances acoustiques par type d’espace.

## Normes d'analyses de Santé Animale (NF U)
- NF U 47-001 - Méthodes d'analyse en santé animale - Recherche d'anticorps contre l'agalactie contagieuse par la technique de fixation du complément.
- NF U 47-002 - Méthodes d'analyse en santé animale - Recherche d'anticorps contre l'anémie infectieuse des équidés par la technique d'immunodiffusion en gélose.
- NF U 47-003 - Méthodes d'analyse en santé animale - Recherche d'anticorps contre la brucellose par la technique de l'épreuve à l'antigène tamponné.
- NF U 47-004 - Méthodes d'analyse en santé animale - Recherche d'anticorps contre la brucellose par la microméthode de fixation du complément.
- NF U 47-005 - Méthodes d'analyse en santé animale - Recherche d'anticorps contre la brucellose bovine dans le lait par la technique de l'épreuve de l'anneau.
- NF U 47-006 - Méthodes d'analyse en santé animale - Recherche d'anticorps contre la chlamydiose et/ou la fièvre Q chez les mammifères par la technique de fixation du complément.
- NF U 47-007 - Méthodes d'analyse en santé animale - Recherches d'anticorps contre la chlamydiose chez les oiseaux par la technique de fixation du complément.
- NF U 47-008 - Méthodes d'analyse en santé animale - Recherche d'anticorps contre l'épididymite contagieuse du bélier par la technique de fixation du complément.
- NF U 47-009 - Méthodes d'analyse en santé animale - Recherche d'anticorps contre la leptospirose par la technique de microagglutination.
- NF U 47-010 - Méthode d'analyse en santé animale - Recherche d'anticorps contre la maladie d'Aujeszky par la technique de neutralisation virale.
- NF U 47-011 - Méthodes d'analyse en santé animale - Recherche d'anticorps contre les paramyxovirus aviaires de type 1 (APMV1, virus de la maladie de Newcastle) par la technique de l'inhibition de l'hémagglutination.
- NF U 47-012 - Méthodes d'analyse en santé animale - Recherche des anticorps spécifiques de Mycoplasma gallisepticum, Mycoplasma meleagridis ou Mycoplasma synoviae dans le sérum par la technique d'agglutination rapide sur lame.
- NF U 47-013 - Méthodes d'analyse en santé animale - Recherche d'anticorps contre l'orthomyxovirose aviaire type A.
- NF U 47-014 - Méthodes d'analyse en santé animale - Recherche d'anticorps contre la salmonellose à Salmonella Abortusovis par la technique de séroagglutination lente.
- NF U 47-015 - Méthodes d'analyse en santé animale - Recherche d'anticorps contre le visna maedi par la technique d'immunodiffusion en gélose.
- NF U 47-017 - Méthodes d'analyse en santé animale - Recherche d'anticorps contre la rhinopneumonie équine par la technique de fixation du complément.
- NF U 47-018 - Méthodes d'analyse en santé animale - Recherche d'anticorps contre la péripneumonie contagieuse bovine par la méthode de fixation du complément.
- NF U 47-019 - Méthodes d'analyse en santé animale - Guide de bonnes pratiques pour la mise en œuvre des techniques ELISA.
- NF U 47-020 - Méthodes d'analyse en santé animale - Guide de bonnes pratiques de traitement de l'échantillon soumis à des analyses immuno-sérologiques.
- NF U 47-021 - Méthodes d'analyse en santé animale - Recherche d'anticorps contre la brucellose par la technique de séroagglutination lente.
- NF U 47-024 - Méthodes d'analyse en santé animale - Recherche d'anticorps contre les coronaviroses porcines (coronavirose respiratoire et gastroentérite transmissible du porc) par la technique de neutralisation virale.
- NF U 47-025 - Méthodes d'analyse en santé animale - Recherche d'anticorps contre la peste porcine classique par la technique de neutralisation virale et immunochimie sur culture cellulaire (IF ou IP).
- NF U 47-026 - Méthodes d'analyse en santé animale - Recherche d'anticorps contre la maladie des muqueuses par la technique de neutralisation virale.
- NF U 47-027 - Méthodes d'analyse en santé animale - Recherche d'anticorps contre la maladie des muqueuses par la technique de neutralisation virale et immunochimie sur culture cellulaire (IF ou IP).
- NF U 47-028 - Méthode d'analyse en santé animale - Recherche d'anticorps contre la border disease par la technique de neutralisation virale.
- NF U 47-029 - Méthodes d'analyse en santé animale - Recherche d'anticorps contre la border disease par la technique de neutralisation virale et révélation par immunofluorescence.
- NF U 47-030 - Méthodes d'analyse en santé animale - Recherche d'anticorps contre la rhinotrachéite infectieuse bovine par la technique de neutralisation virale.
- NF U 47-031 - Méthodes d'analyse en santé animale - Recherche d'anticorps contre la leucose bovine enzootique par la technique d'immunodiffusion en gélose.
- NF U 47-032 - Méthodes d'analyse en santé animale - Recherche d'anticorps contre le virus de l'arthrite encéphalite caprine virale par la technique d'immunodiffusion en gélose.
- NF U 47-033 - Méthodes d'analyse en santé animale - Recherche d'anticorps spécifiques de Salmonella Pullorum Gallinarum dans le sérum de poule par agglutination lente sur microplaque.
- NF U 47-034 - Méthodes d'analyse en santé animale - Recherche d'anticorps spécifiques de Salmonella Pullorum Gallinarum dans le sérum par agglutination rapide sur lame.
- NF U 47-035 - Méthodes d'analyse en santé animale - Recherche d'anticorps contre l'artérite virale équine par la technique de neutralisation virale.
- NF U 47-036-1 - Méthodes d'analyse en santé animale - Recherche d'anticorps contre les orthomyxovirus (influenzavirus) aviaires de type A de sous types H5 et H7 par la technique de l'inhibition de l'hémagglutination - Partie 1 : criblage.
- NF U 47-036-2 - Méthodes d'analyse en santé animale - Recherche d'anticorps contre les orthomyxovirus (influenzavirus) aviaires de type A de sous types H5 et H7 par la technique de l'inhibition de l'hémagglutination - Partie 2 : confirmation.
- NF U 47-100 - Méthodes d'analyse en santé animale - Recherche par l'isolement et identification de tout sérovar ou de sérovar(s) spécifié(s) de salmonelles dans l'environnement des productions animales.
- NF U 47-101 - Méthodes d'analyse en santé animale - Recherche par l'isolement et identification de tout sérovar ou de sérovar(s) spécifié(s) de salmonelles chez les oiseaux.
- NF U 47-102 - Méthodes d'analyse en santé animale - Recherche par l'isolement et identification de tout sérovar ou de sérovar(s) spécifié(s) de salmonelles chez les mammifères.
- NF U 47-103 - Méthodes d'analyse en santé animale - Isolement et identification de mycobacterium avium subsp. paratuberculosis à partir de prélèvements (fèces ou organes) de ruminants.
- NF U 47-104 - Méthodes d'analyse en santé animale - Recherche et isolement de mycobactéries du complexe de Mycobacterium tuberculosis chez les mammifères.
- NF U 47-105 - Méthodes d'analyse en santé animale - Isolement et identification de Brucella spp. autres que B. ovis et B. canis.
- NF U 47-106 - Méthodes d'analyse en santé animale - Détermination in vitro de la sensibilité des bactéries aux anti-infectieux par la méthode de dilution en milieu gélosé.
- NF U 47-107 - Méthodes d'analyse en santé animale - Guide de réalisation des antibiogrammes par la méthode de diffusion en milieu gélosé.
- NF U 47-108 - Méthodes d'analyse en santé animale - Isolement et identification de Taylorella equigenitalis à partir de prélèvements génitaux d'équidés.
- NF U 47-109 - Méthodes d'analyse en santé animale - Isolement et identification de Brucella ovis.
- NF U 47-110 - Méthodes d'analyse en santé animale - Mise en évidence de Taylorella equigenitalis présomptif par immunofluorescence indirecte à partir de prélèvements génitaux d'équidés.
- NF U 47-200 - Méthodes d'analyse en santé animale - Guide de bonnes pratiques pour les cultures cellulaires.
- NF U 47-210 - Méthodes d'analyse en santé animale - Isolement des myxovirus aviaires hémagglutinants par ovoculture et recherche de leur activité hémagglutinante.
- NF U 47-220 - Méthodes d'analyse en santé animale - Isolement sur culture cellulaire et identification par immunofluorescence du virus de la septicémie hémorragique virale des poissons.
- NF U 47-221 - Méthodes d'analyse en santé animale - Isolement sur culture cellulaire et identification par immunofluorescence du virus de la nécrose hématopoïétique infectieuse des poissons.
- NF U 47-222 - Méthodes d'analyse en santé animale - Isolement sur culture cellulaire et identification par séroneutralisation du virus de la nécrose pancréatique infectieuse des poissons.
- NF U 47-300 - Méthodes d'analyse en santé animale - Terminologie.
- NF U 47-301 - Méthodes d'analyse en santé animale - Dossier de présentation pour le contrôle des réactifs biologiques utilisés dans le domaine de la santé animale.
- NF U 47-302 - Méthodes d'analyse en santé animale - Protocole de contrôle des réactifs pour la recherche des anticorps dirigés contre le virus de la leucose bovine enzootique par la méthode ELISA dans des sérums (mélange ou individuels).
- NF U 47-305 - Méthodes d'analyse en santé animale - Protocole de contrôle des réactifs pour la recherche des anticorps gE dirigés contre la maladie d'Aujeszky, par la méthode ELISA dans des sérums (individuels ou mélange).
- NF U 47-311 - Méthodes d'analyse en santé animale - Protocole de contrôle des réactifs PCR (Réaction de polymérisation en chaîne) utilisés dans le domaine de la santé animale.
- NF U 47-400 - Méthodes d'analyse en santé animale - Guide pour l'organisation des essais interlaboratoires d'aptitude en santé animale.
- NF U 47-555 - Guide de bonne pratique - Ovoculture virale.
- NF U 47-600-1 - Méthodes d'analyse en santé animale - PCR (réaction de polymérisation en chaîne) - Partie 1 : exigences et recommandations pour la mise en oeuvre de la PCR en santé animale.
- NF U 47-600-2 - Méthodes d'analyse en santé animale - PCR (Réaction de polymérisation en chaîne) - Partie 2 : Exigences et recommandations pour le développement et la validation de la PCR en santé animale.

## Normes relatives aux couleurs (NF X)
- NF X 08-004 - Couleurs d'ambiance pour les ateliers (de juin 1950, annulée le 10/05/1973)
- NF X 08-010 - Classification méthodique générale des couleurs (de février 1977, annulée le 30 août 2014)
- NF X 08-011 - Étalons de blanc et de couleur par réflexion (de mai 1984, annulée le 01/09/2012)
- NF X 08-017 - Évaluation de la température de couleur proximale des sources de lumière (juin 2016)
- NF X 08-102 - Robinetterie de laboratoire - Identification des fluides par couleurs (de décembre 1986, annulée le 01/09/2007)

## Normes sur la gestion des données, les documents et l’archivage  (NF Z)
- NF Z ip 11-001 : « Présentation et format des lettres d'affaire ».
- NF Z 40-350 : « Prestations de gestion et conservation d'archives ».
- NF Z 44-005-2 : « Présentation bibliographique ». (Voir aussi Conventions bibliographiques et ISO 690)
- NF Z 42-013 : « Archivage électronique - Spécifications relatives à la conception et à l'exploitation de systèmes informatiques en vue d'assurer la conservation et l'intégrité des documents stockés dans ces systèmes ».
- NF Z 42 020 : « spécifications fonctionnelles d’un composant coffre-fort numérique (CCFN) destiné à la conservation d’informations numériques dans des conditions de nature à en garantir leur intégrité dans le temps »
- NF Z 42-026 : « Prestations de numérisation fidèle de documents »
- NF Z 65-130 : « Management de Projet logiciel - Qualité » (avril 1987).
- NF Z 74-501 : « Avis en ligne de consommateurs.1ère mondiale sur le sujet des avis (juillet 2013)
- NF Z 44-022 : « MEDONA - Modélisation des Échanges de Données pour l'Archivage » (janvier 2014)

## Normes européennes et internationales (NF EN et NF EN ISO)
Par ordre numérique :
- NF EN 124 : « Dispositifs de couronnement et de fermeture pour les zones de circulation utilisées par les piétons et les véhicules - Principes de construction, essais types, marquage, contrôle de qualité. ».
- NF EN 294 : « Distance de sécurité pour empêcher l'atteinte des zones dangereuses par les membres supérieurs ».
- NF EN 335-1, NF EN 335-2 et NF EN 335-3 : « Durabilité du bois et des matériaux dérivés du bois » ; « Partie 1 : généralités », « Partie 2 : application au bois massif » et « Partie 3 : application aux panneaux à base de bois ».
- NF EN 349 : « Écartements minimaux pour prévenir les risques d'écrasement de parties du corps humain ».
- NF EN 418 : « Équipements d'arrêt d'urgence, aspects fonctionnels ».
- NF EN 473 : « Essais non destructifs — Qualification et certification du personnel END — Principes généraux ».
- NF EN 547-2 : « Dimensions requises pour les passages et accès ».
- NF EN 894-2 : « Principes ergonomiques de signalisation applicable aux postes de travail ».
- NF EN 953 : « Sécurité des machines - Protecteurs - Prescriptions générales pour la conception et la construction des protecteurs fixes et mobiles ».
- NF EN 954-1 : « Parties de systèmes de commande relatives à la sécurité - Principe généraux de conception ».
- NF EN 999 : « Positionnement des équipements de protection en fonction de la vitesse d'approche des parties du corps ».
- NF EN 1005-3 : « Limites d'efforts recommandées pour le travail et la manutention au poste de travail ».
- NF EN 1037 : « Prévention de la mise en marche intempestive ».
- NF EN 1050 : « Principe pour l'appréciation du risque ».
- NF EN 1088 : « Dispositif de verrouillage associés à des protecteurs ».
- NF EN 1130 : « Normes concernant les berceaux pour enfants de plus de 6 mois».
- NF EN ISO 6385 : « Principes ergonomiques de conception des systèmes de travail ».
- NF EN 10027-1 : « Système de désignation des aciers ».
- NF EN 10219 : « Profils creux de construction soudés, formés à froid en aciers non alliés et à grains fins ».
- NF EN 10253-1 : « Raccords à souder bout à bout - Partie 1 : acier au carbone pour usages généraux et sans contrôle spécifique ».
- NF EN ISO 10535 : « Lève-personnes pour transférer des personnes handicapées - Exigences et méthodes d'essai ».
- NF EN ISO 12100-1 : « Sécurité des machines - Notions fondamentales - Principes généraux de conception - Partie 1 : Terminologie de base, méthodologie ».
- NF EN ISO 12100-2 : « Sécurité des machines - Notions fondamentales - Principes généraux de conception - Partie 2 : Principes techniques ».
- NF EN 12845 : «  Systèmes d’extinction automatique du type sprinkleur – Conception, installation et maintenance ».
- NF EN 14122-1 : « Moyens d'accès permanents au machines - Choix d'un moyen d'accès fixe entre deux niveaux ».
- NF EN 14122-2 : « Moyens d'accès permanents au machines - Plates-formes de travail et passerelles ».
- NF EN 14122-3 : « Moyens d'accès permanents au machines - Escaliers, échelles à marche et garde corps ».
- NF EN ISO 14122-4 : « Sécurité des machines-Moyen d'accès aux machines-Partie 4 ».
- NF EN ISO 14738 : « Postures et dimensions pour l'homme au travail sur machines (volume trav /sécurité des machines/prescription anthropométrique conception poste de travail ».
- NF EN 15643-1 : « Contribution des ouvrages de construction au développement durable - Évaluation de la contribution au développement durable des bâtiments - Partie 1 : cadre méthodologique général »
- NF EN 15643-2 : « Contribution des ouvrages de construction au développement durable - Évaluation des bâtiments - Partie 2 : cadre pour l'évaluation des performances environnementales »
- NF EN 16114 : « Services de conseil en management ». (Annulée le 05/07/2019 et remplacée par NF EN ISO 20700)
- NF EN ISO 21670 : « Écrous hexagonaux à souder, à embase ».
- NF EN 50173-1 : « Technologie de l'information - Systèmes génériques de câblage - Partie 1 : Spécifications générales et environnements de bureaux ».
- NF EN 60204-1 : « Sécurité des machines - Équipement électrique des machines - Partie 1 : prescriptions générales »[3].
- NF EN 60447 : « Principes fondamentaux et de sécurité pour l'IHM, le marquage et l'identification »[4].

## Cas particulier: les normes expérimentales (XP)
Ces normes, destinées à servir de base dans les relations entre partenaires économiques, scientifiques, techniques et sociaux, sont précédées du bigramme XP au lieu de NF.
- XP 99-508 : " Application multiservices citoyenne" (AMC)